# Halime Sultan
Halime Sultan (in turco ottomano: حلیمه سلطان, lett. "la gentile" o "la paziente"; Abcasia, c. 1571 – Costantinopoli, dopo il 1623) fu una concubina del sultano ottomano Mehmed III, nonché madre, Valide Sultan e reggente non ufficiale di Mustafa I. Questo fece di lei una delle figure di spicco del cosiddetto Sultanato delle donne.

## Biografia
Halime era originaria della Georgia, regione di Abcasia. Nacque intorno al 1571. 
Entrò nell'harem di Mehmet III quando questi era ancora Şehzade e Sanjak-bey (governatore) di Manisa, intorno al 1586. Quando Mehmed salì al trono, nel 1595, lo seguì a Costantinopoli coi quattro figli che gli aveva dato. Suo figlio primogenito, Şehzade Mahmud, era il principe più popolare presso l'esercito, e questo le attirò le ostilità di Safiye Sultan, madre di Mehmed III, e di Handan Hatun, Baskadin (prima consorte) e madre del figlio maggiore del sultano, che si allearono contro di lei. Così come Handan, non riuscì a ottenere il titolo di Haseki Sultan a causa del controllo esercitato da Safiye su suo figlio e sull'harem. Allo stesso modo, quando nel 1598 i due figli maggiori di Mehmed, Şehzade Selim e Şehzade Süleyman, nati da Handan, morirono e suo figlio Mahmud divenne il figlio maggiore sopravvissuto, non riuscì a convincere Mehmed a nominarlo formalmente erede al trono.
Nel 1603 Halime, superstiziosa e preoccupata di conoscere il futuro di suo figlio, mandò un messaggio a una veggente chiedendole se Mehmed sarebbe morto presto e se suo figlio sarebbe stato sultano. La veggente rispose che il sultano sarebbe morto entro un anno e che suo figlio sarebbe salito al trono. I messaggi furono intercettati da Safiye Sultan e Abdürrezzak Agha, suo capo eunuco, che li presentarono a Mehmed come prova che Halime e Mahmud complottavano per assassinarlo e usurpare il trono. Entrambi furono duramente interrogati: Halime giurò che il messaggio non nascondeva secondi fini e che Mahmud era estraneo alla cosa. Malgrado avesse detto la verità, Mehmed decise di far giustiziare ugualmente Mahmud, reo di eccessiva popolarità, e i suoi presunti sostenitori, mentre Halime, che fu risparmiata per amore di Mustafa, il suo secondo figlio di appena tre anni, e delle altre due figlie che aveva dato a Mehmed, venne separata dai figli ed esiliata nel Vecchio Palazzo, dove rimase fino al 1617, quando Mustafa divenne sultano. In questo periodo, le venne corrisposto uno stipendio minimo, di 100 aspri al giorno. Suo figlio fu tenuto in isolamento totale all'interno del Palazzo, cosa che gli provocò persistenti problemi mentali.
Nel 1603, sei mesi dopo Mahmud, Mehmed III morì (secondo alcuni proprio di dispiacere e rimorso) e Ahmed I, unico figlio sopravvissuto di Handan Sultan e fratellastro di Mustafa, divenne sultano. Essendo Mustafa il suo unico possibile erede, decise di risparmiarlo invece di adempiere alla Legge del fratricidio, e continuò a mantenerlo in vita, anche se rinchiuso, anche dopo aver avuto eredi suoi, forse sotto consiglio di Kösem Sultan, sua favorita, Haseki e forse moglie legale, e contro il parere di sua madre. Ahmed morì nel 1617 ad appena 27 anni. Questo aprì una crisi di successione: Mustafa dava segni di essere mentalmente instabile a causa del prolungato isolamento, mentre i figli di Ahmed non avevano più di 14 anni. Kösem Sultan strinse un patto con Halime: lei avrebbe permesso a Mustafa di salire al trono e si sarebbe ritirata al Vecchio Palazzo, in cambio Halime non avrebbe fatto giustiziare i figli maschi di Ahmed (di cui almeno quattro nati dalla stessa Kösem) come sarebbe stato previsto dalla Legge del Fraticidio. Durante il regno di Ahmed, Kösem aveva usato la sua influenza per evitare a Mustafa lo stesso destino e Halime accettò l'accordo, assumendo il titolo di Valide Sultan (madre del sultano) e il ruolo ufficioso di reggente dell'Impero, con uno stipendio di 3000 aspri. Per procurarsi un alleato potente promosse Kara Davud, marito di sua figlia Şah Sultan, a Gran visir, ma dopo appena tre mesi i problemi mentali di Mustafa divennero troppo evidenti e il sultano fu deposto a favore del quattordicenne Osman II, figlio di Ahmed I. 
Halime dovette tornare al Vecchio Palazzo, dove continuò a ricevere 2000 aspri al giorno, e Mustafa fu rinchiuso nuovamente nel Kafes.
Il 20 maggio 1622 Osman fu detronizzato e Halime ne approfittò per reinsediare suo figlio sul trono, con nuovamente suo genero come Gran Visir e lei come Valide Sultan e reggente non ufficiale. Il giorno stesso ordinò l'esecuzione di Osman II per assicurare il trono a suo figlio. 
L'assassinio di Osman, lo strapotere di Halime, poco apprezzata dal governo e dall'esercito, e i problemi mentali in costante peggioramento di Mustafa crearono instabilità e la capitale vide numerose insurrezioni. Nel tentativo di placarle Halime immolò suo genero e Gran Visir Kara Davud, ma il capro espiatorio fallì e la situazione peggiorò. Halime riuscì a resistere per un anno, adducendo la mancanza di altri eredi adulti, ma il 29 agosto 1623 il Gran Visir Kemankeş Kara Ali Pascià, il governo e l'esercito chiesero la deposizione di Mustafa a favore di Murad IV, il figlio undicenne di Ahmed I e Kösem Sultan, alla cui madre fu offerto il ruolo di reggente, primo caso della storia ottomana. Halime dovette cedere, ma supplicò che la vita di Mustafa fosse risparmiata. Kösem promise e madre e figlio finirono nuovamente, e per l'ultima volta, in isolamento. 
Morì nell'oscurità e nella solitudine in data sconosciuta, per cause ignote, anche se alcuni suggeriscono che Kösem, che pure mantenne la promessa riguardo Mustafa, l'abbia fatta avvelenare per evitare che tentasse nuovamente di reinsediare il figlio o che qualcuno la usasse come pedina contro lei e suo figlio. 
Venne sepolta nella Türbe (mausoleo) di suo figlio Mahmud, nella moschea di Şehzade.

## Discendenza
Ebbe da Mehmed III almeno due figli e due figlie:
- Şehzade Mahmud (Manisa, 1587 - Palazzo di Topkapı, Costantinopoli, 7 giugno 1603. Giustiziato per ordine di Mehmed III, sepolto nel Mausoleo Şehzade Mahmud, Moschea di Sehzade).
- Hatice Sultan (Manisa, 1590 – Costantinopoli, 1613), sposata prima nel 1604 con Mirahur Mustafa Pasha, poi sposata il 10 febbraio 1612 con Cağaloğlu Mahmud Pasha, figlio di Cigalazade Sinan Pasha e Saliha Hanimsultan (figlia di Ayşe Hümaşah Sultan, nipote di Solimano il Magnifico). Morì poco dopo il secondo matrimonio e fu sepolta nel suo mausoleo nella Moschea di Şehzade. Dopo la sua morte, Mahmud si risposò con una delle sorellastre di Hatice, Hümaşah Sultan.
- Şah Sultan (Manisa, 1592? - Costantinopoli, dopo il 1623). Sposò nel 1604 (consumato nel marzo 1606) Kara Davud Pascià, poi Gran visir. Ebbero un figlio, Sultanzade Süleyman Bey, e una figlia. Durante il secondo regno di Mustafa I, fu sospettata, insieme a suo marito, di voler insediare sul trono il loro figlio.
- Mustafa I (Costantinopoli, 1600/1602 -Costantinopoli, 20 gennaio 1639. Sepolto nel Mausoleo di Mustafa I, Moschea di Santa Sofia ). Sultano dell'Impero Ottomano.

## Cultura di massa
Nella serie tv storica Il secolo magnifico: Kösem è interpretata dall'attrice turca Aslihan Gürbüz. Qui è raffigurata come la madre di tre figli: Şehzade Mahmud, Mustafa I e Dilruba Sultan (nome inventato perché nel 2015, anno di trasmissione, i nomi delle figlie di Mehmed erano ignoti. Il nome della principessa storica corrispondente è ora noto come Şah Sultan). 